# Anri Kulev
Anri Kulev, nato Anri Kulev Andreev (in bulgaro Анри Кулев Андреев) (Šumen, 21 luglio 1949), è un animatore e grafico bulgaro.

## Biografia
Suo padre era un militare ed è cresciuto tra Sofia e Šumen. Ha studiato all'Accademia di Belle Arti di Sofia, diplomandosi nel 1962, per laurearsi infine all'Università Statale di Cinematografia (VGIK) di Mosca. Tra il 1974 e il 1993, ha lavorato presso lo Studio di Animazione di Sofia come regista, animatore e produttore (dal 1991), dirigendo più di 70 film d'animazione, documentari, lungometraggi e spot pubblicitari.
Insegna, come professore associato, animazione presso la Nuova Università Bulgara di Sofia.
Oltre all'animazione, Kulev ha realizzato fumetti e grafica di ogni tipo. Numerose sono state le mostre di disegni e grafica in Bulgaria e all'estero.
Nell'ambito della 12ª edizione del Film Festival Visionaria, tenutasi presso il Santa Maria della Scala di Siena nel 2003, Sergio Micheli, con l'ideazione, il coordinamento e l'organizzazione di Barbara Mottola, realizzò la rassegna L'animazione Bulgara dal 1970 ad oggi, comprendente, oltre agli autori storici dell'animazione e del disegno di quel paese, tra i quali Don'o Donev, Rumen Petkov, Todor Dinov, Ivan Veselinov, Anri Kulev ed altri e comprendente anche la mostra personale delle pitture e dei rodovetri di Slav Bakalov. Nell'ambito della mostra un'ampia selezione di film d'animazione.

## Vita privata
Sposato con Svetlana Ganeva, direttrice della fotografia, ha due figli: Andrei e Binka.